# Stanislav Lobotka
Stanislav Lobotka (Trenčín, 25 de novembro de 1994) é um futebolista profissional eslovaco que atua como meio-campista. Atualmente defende o Napoli.

## Carreira

### AS Trenčín
Stanislav Lobotka se profissionalizou AS Trenčín, ele fez sua estreia em 2012, na Corgon Liga.

### Celta
Lobotka se transferiu ao Celta de Vigo, em 2017.

### Napoli
Lobotka se transferiu ao Napoli em janeiro de 2020.

## Seleção Eslovaca
Em 2016, foi convocado para os amistosos contra Lituânia e Áustria, entrando neste último jogo, fazendo sua estreia.

## Títulos

### Clube
AS Trenčín
- Fortuna Liga: 2014–15
- Slovak Cup: 2014–15

Napoli
- Copa da Itália: 2019–20
- Campeonato Italiano: 2022–23, 2024–25[3]